# 魏金龙
魏金龙（1977年12月—），云南西盟人，佤族，中国共产党党员。中华人民共和国政治人物、第十三届全国人民代表大会云南省代表。

## 生平
2018年，魏金龙被选为云南省出席第十三届全国人民代表大会代表。